# Brenta (metropolitana di Milano)
Brenta è una stazione della linea M3 della metropolitana di Milano.

## Storia
La stazione è stata inaugurata il 12 maggio 1991, circa un anno dopo l'apertura della linea M3 che all'inizio limitava il tragitto a Centrale FS-Duomo e nel dicembre del 1990 aveva esteso il suo percorso da Duomo fino a Porta Romana.
Poco prima dell'attivazione si pensò di assegnare alla stazione la denominazione "Lodi", ma all'apertura della linea si tornò alla denominazione "Brenta", già prevista inizialmente.

## Strutture e impianti
Brenta, come tutte le altre stazioni della linea M3, è accessibile ai disabili. Rientra inoltre dall'area urbana della metropolitana milanese.
Sorge nella zona sud della città, in corso Lodi all'intersezione con viale Brenta e presenta uscite in viale Brenta, corso Lodi e viale Bacchiglione.

## Interscambi
Nelle vicinanze della stazione effettuano fermata alcune linee urbane automobilistiche, gestite da ATM.
- Fermata autobus

## Servizi
La stazione dispone di:
- Accessibilità per portatori di handicap
- Ascensori
- Scale mobili
- Emettitrice automatica biglietti
- Servizi igienici
- Stazione video sorvegliata